# 걸리

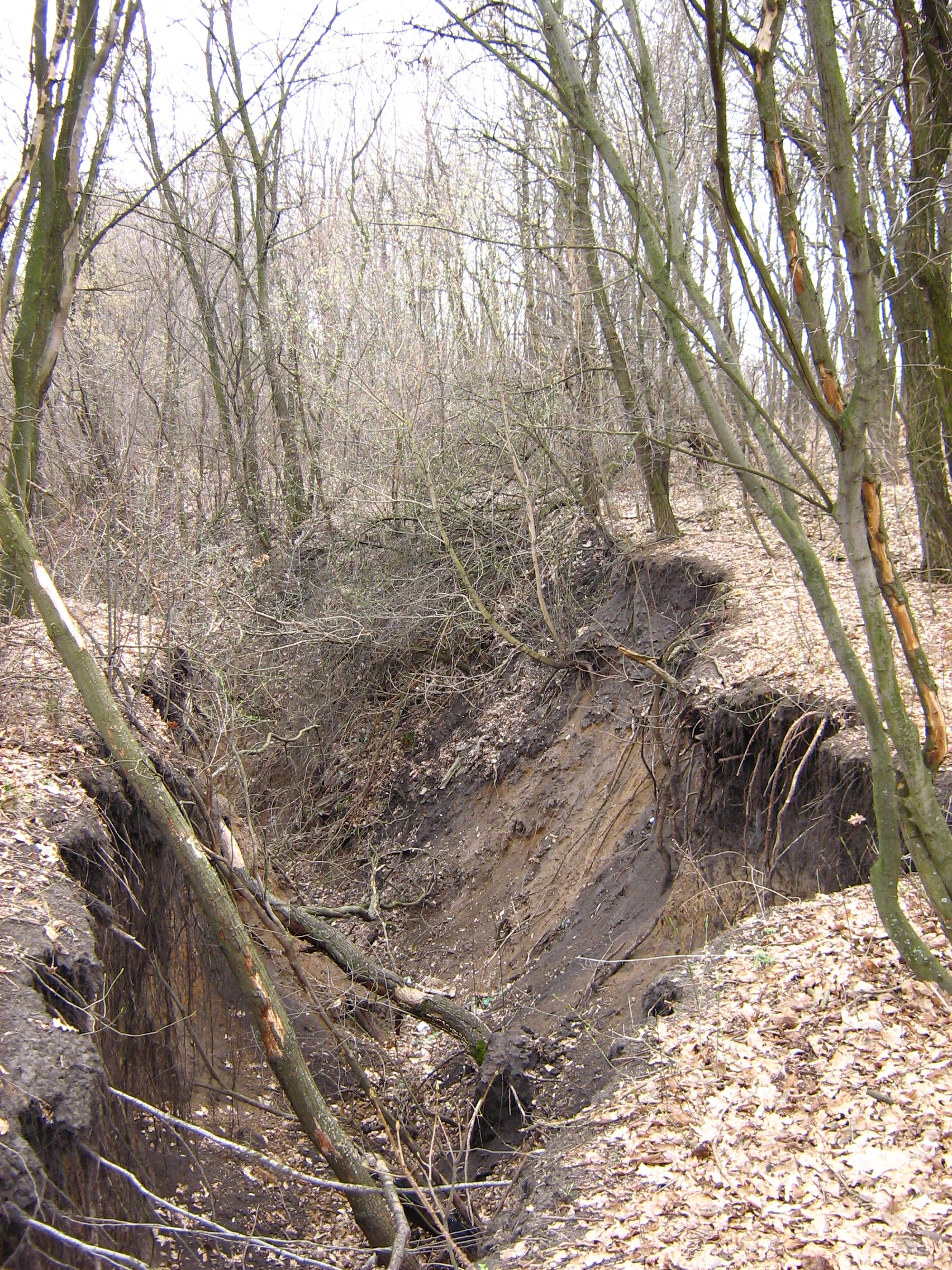
우크라이나 하르키우주에서 촬영된 걸리 사진

걸리(gully)는 지표면이 수류의 집중으로 침식되어 생기는 작고 긴 골짜기이다. 일반적으로 강우기간 중이나 강우 후 또는 융설 중에만 물이 흐르며, 수지상으로 분기하거나 선상으로 길고 좁은 나비를 가지고 있다. 우곡(雨谷), 우열(雨裂)이라고도 한다.
협곡, 걸리, 도랑의 구별은 크기의 차이에 의한다. 걸리는 정상적인 농경작업으로 바로 잡을 수 없을 정도로 깊으나, 도랑은 얕고 정상적인 농경작업으로 수정이 가능하다.

## 갤러리

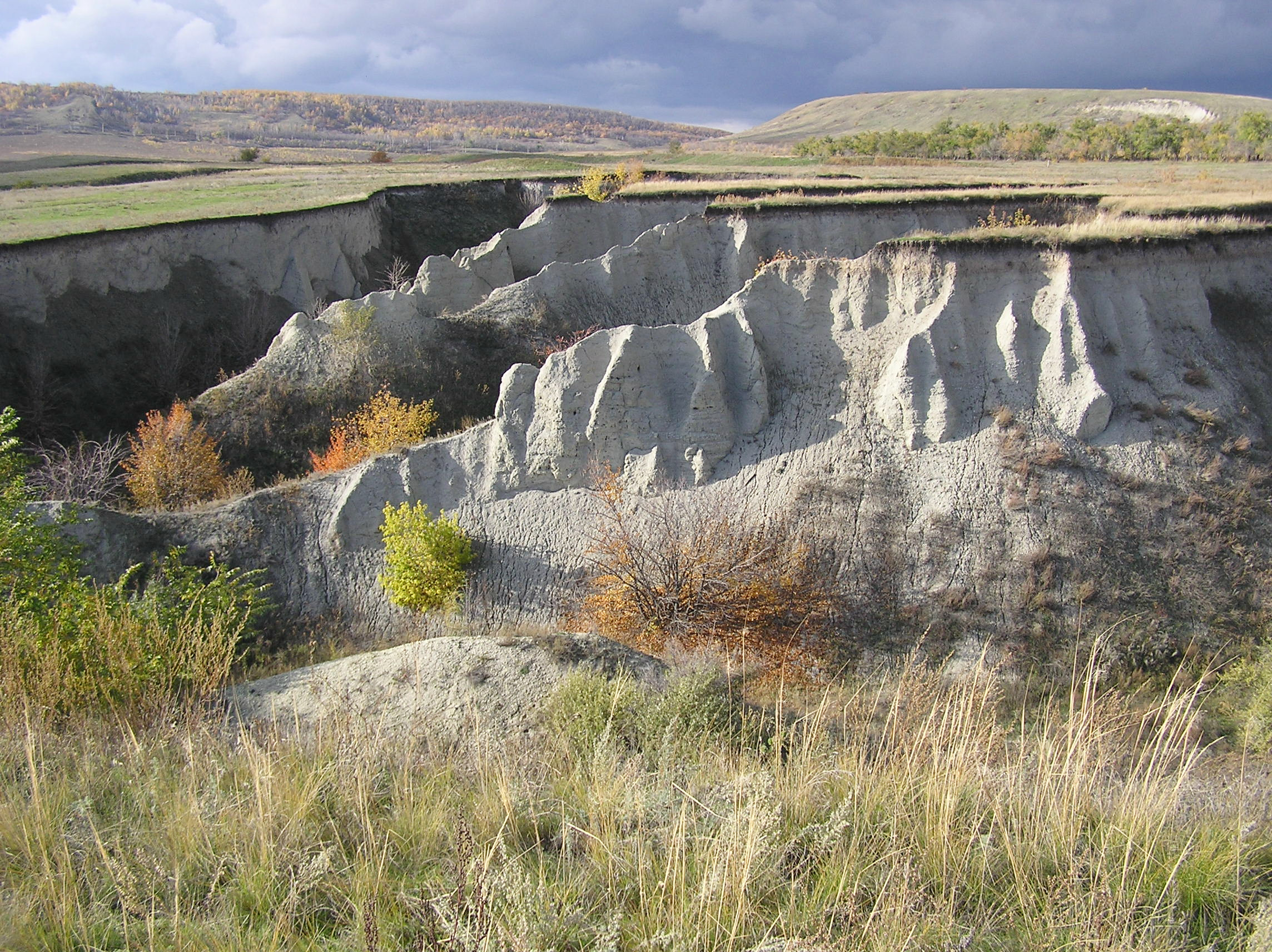
러시아 사라토프주
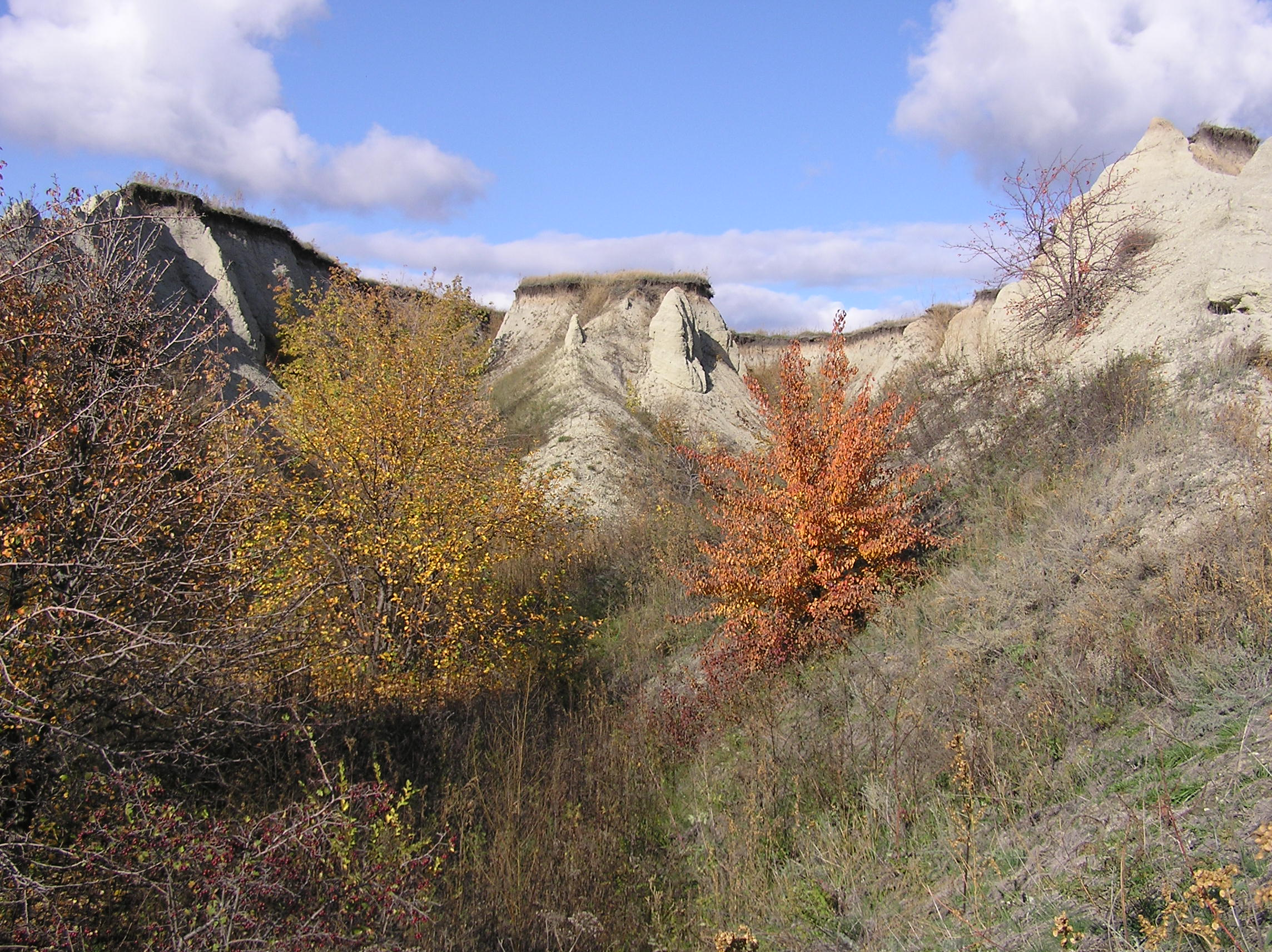
러시아 사라토프오블라스트
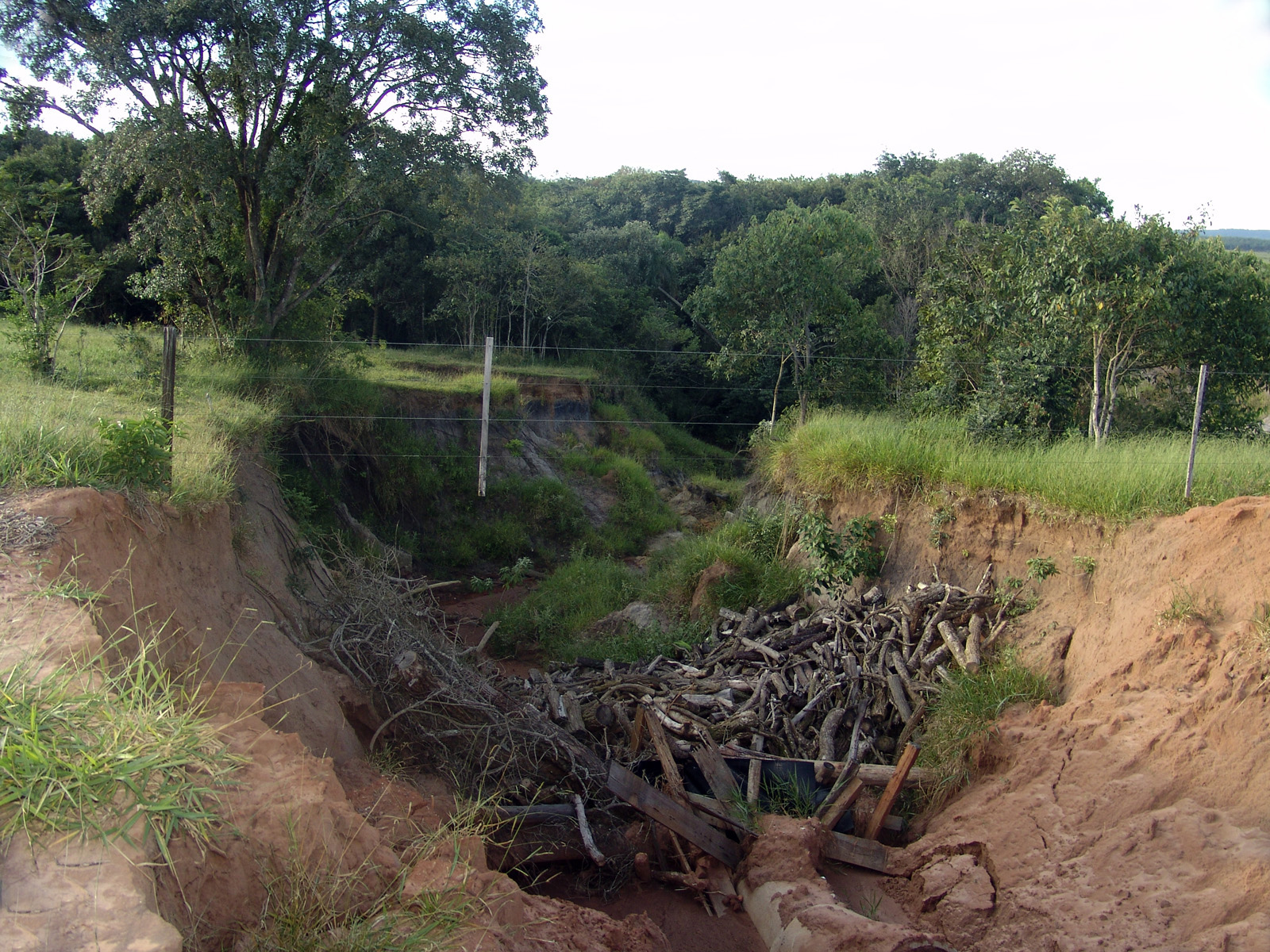
브라질 아바레
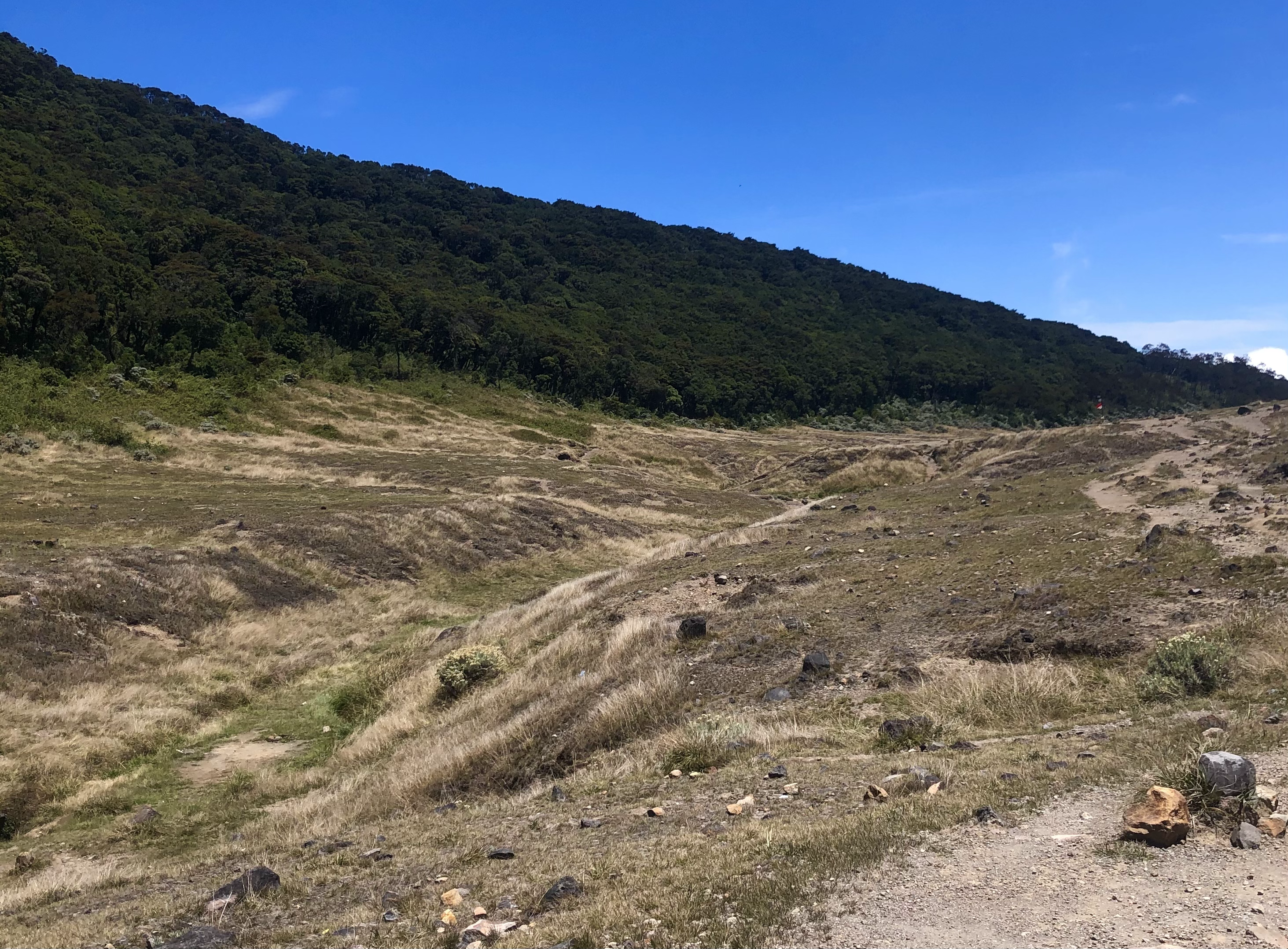
인도네시아 서자와주
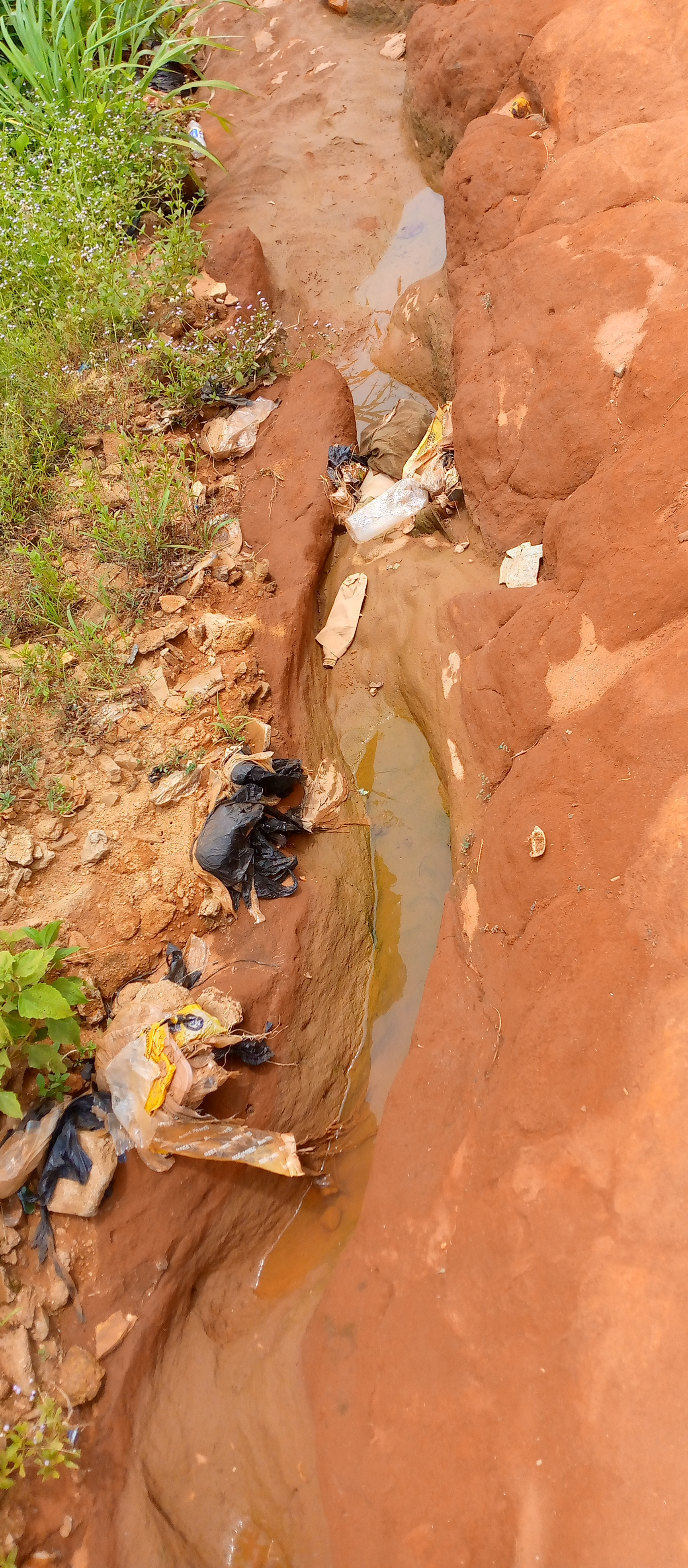
나이지리아 아남브라주

## 같이 보기
- 악지
- 도랑
- 와디